# محمد رياض (جغرافي)
محمد رياض (18 سبتمبر 1927 -17 اغسطس 2025)، أحد علماء الجغرافيا المصريين، حصل علي جائزة الدولة التقديرية في عام 2017  ، وهو من ابرز المتخصصين في الجغرافيا السياسية والجغرافيا الحضارية في مصر ومن مؤلفاته كتاب «رحلة في زمان النوبة»  بالاشتراك مع زوجته الدكتورة كوثر عبد الرسول وثلاث كتب عن القاهرة ومصر.
ولد في القاهرة في عام 1927 وحصل علي ليسانس الجغرافيا عام 1949 من جامعة فؤاد الاول وحصل بعد ذلك علي دبلوم الدراسات السودانية من معهد الدراسات السودانية عام 1951 ثم نال درجة الدكتوراة في الأنثروبولوجيا من جامعة فيينا عام 1956م. عمل عضو الهيئة التدريسية منذ 1957 وحتي الآن من مدرس الي أستاذ واستاذ متفرغ في جامعة عين شمس، وله العديد من المؤلفات في الجغرافيا وتداخلها مع السياسة والاقتصاد وله العديد من المقالات في جريدة الأهرام  والمصري اليوم ومجلتي الهلال والسياسة الدولية  وحوالي 250 بحثا باللغة العربية والإنجليزية في الشأن المصري والأفريقي والشرق الأوسطي.

## مؤلفاته
- الجغرافيا الاقتصادية وجغرافية الإنتاج الحيوي.
- أفريقيا: دراسة لمقومات القارة.
- القاهرة: نسيج الناس في المكان والزمان ومشكلاتها في الحاضر والمستقبل.
- رحلة في زمان النوبة: دراسة للنوبة القديمة ومؤشرات التنمية المستقبلية.
- النوبة القديمة في صور: بيئة مجتمع النوبة وحياته قبل التهجير.
- مقدمة كتاب جرف حسين بين الماضي والحاضر.[7]
- الإنسان: دراسة في النوع والحضارة.
- الأصول العامة في الجغرافيا السياسية والجيوبوليتيكا: مع دراسة تطبيقية على الشرق الأوسط.
- جغرافيا النقل.
- مصر: نسيج الناس والمكان والزمان.
- العالم القطبي ونورديا: دراسة جغرافية.
- ترجمة كتاب «خرافات عن الأجناس» ل جوان كوماس.

## اسهامات علمية من اجل التنمية
- مشروع التنمية الصناعية لمنطقة قناة السويس 1996
- دعوة لتدعيم الحكم المحلى 1972
- تدعيم مستمر لحقوق النوبيين والعودة لمنطقة بحيرة ناصر منذ 2000
- دعوة لاستعادة ترام القاهرة 2001
- تقسيم ادارى جديد لمصر 1998
- الجديد في تنمية الواحات 2015
- مقترحات تحديث برامج الجغرافيا 2015

## منشورات في السياسة الدولية
- الولايات المتحدة في الميزان الجيوبوليتيكى
- الخريطة الجيوسياسية المتغيرة للشرق الأوسط
- مصر وسد النهضة الاثيوبى
- المنطقة القطبية بين التغير البيئى والتنافس الاستراتيجى

## رحلة في زمان النوبة
يسجل المؤلفان شهادتهما التاريخية مدعمة بالصور عن القرى النوبية قبل غرقها تحت مياہ بحيرة السد العالي، وكانت لهما دراسات ميدانية متعلقة بها، من خلال عدة رحلات الي النوبة في سبتمبر 1962م، أتبعاها برحلة أخرى إلى منطقة «كورسكو» النوبية في العام التالي. يعرض المؤلفان مختلف النواحي الجغرافية والتاريخية والسكانية والاقتصادية للنوبة.

## روابط خارجية
- الدكتور محمد رياض: اقتصاديات المجتمع المصرى ، المصري اليوم في 16 مايو 2017
- خبير الجغرافيا السياسية الدكتور محمد رياض ل"بوابة الوفد ، الوفد في 14 أكتوبر 2012

## تسجيلات فيديو
- الدكتور محمد رياض والجغرافيا السياسية على يوتيوب
- الدكتور محمد رياض والجيو سياسة على يوتيوب
- الدكتور محمد رياض: التنمية ومستقبل مصر والنيل على يوتيوب
- الدكتور محمد رياض: مستقبل مصر ومياة النيل على يوتيوب